# Eutichurus sigillatus
Eutichurus sigillatus är en spindelart som beskrevs av Arthur M. Chickering 1937. Eutichurus sigillatus ingår i släktet Eutichurus och familjen sporrspindlar.
Artens utbredningsområde är Panama. Inga underarter finns listade i Catalogue of Life.